# グレッグ・スタフォード
- グレッグ・スタッフォード

グレッグ・スタフォード（Greg Stafford、1948年2月9日 - 2018年10月11日）として知られるフランシス・グレゴリー・スタフォード（Francis Gregory Stafford）は、アメリカ合衆国のゲームデザイナーであり、ケイオシアム社の創業者である。彼は『ルーンクエスト』の背景世界、グローランサを創造した人物であり、テーブルトークRPG（TRPG）の歴史に多大な業績を残している。また、シャーマニズムの実践者としても知られている。

## 経歴

### ケイオシアム設立
1948年2月9日、コネチカット州ウォーターバリー出身。初めてゲームに接したのは1966年、ベロイト・カレッジの新入生だった頃に出会ったアバロンヒル社のウォー・シミュレーションゲーム『U-Boat』（1959年発売、未訳）で、その頃には早くもグローランサについての構想を執筆し始めていた。その後、グローランサ世界を用いた初めてのファンタジー・ウォー・シミュレーションゲーム、『ホワイト・ベア&レッド・ムーン』を複数の出版社に持ち寄ったが拒絶されたので、1975年に自らケイオシアム社を設立した。社名の由来は、近所にあったオークランド・アラメダ・カウンティ・コロシアムの“コロシアム”（Coliseum）と“カオス”（Chaos）を組み合わせたものである。続く1977年には次作『ノーマッド・ゴッド』（未訳）、『エルリック：バトル・アット・ザ・エンド・オブ・タイム』、1978年にはグローランサに続くスタフォードの代表的な作品となるアーサー王伝説世界を用いた『キング・アーサーズ・ナイツ』（未訳）を出版した。
兼ねてからグローランサ世界を用いたテーブルトークRPGの製作を望んでいたスタフォードは、スティーブ・ペリン、スティーブ・ヘンダーソンらと『ルーンクエスト』(1978年)を出版した。同作は1980年には第二版が製作され、多くのサプリメントが発売されるなど、同社のみならず、TRPGの歴史の中でも屈指の代表的作品へと成長していくこととなる。80年にはChaosium Inc.として正式に法人化された。この年、スタフォードとリン・ウィリスはTRPGの基幹システム、『ベーシック・ロールプレイング』を発表した。1つの基幹システムを軸に様々なジャンルのゲームをデザインするという汎用システムの嚆矢であり、『クトゥルフの呼び声』や『ストームブリンガー』などがこのシステムを基に製作された。
ルーンクエストは1983年にアバロンヒルとのライセンス契約によって、ケイオシアムはデザインに専念するようになる。1985年には『ペンドラゴン』(未訳)を発表。ルーンクエストに続くスタフォードの代表作となった。他にも、映画『ゴースト・バスターズ』をTRPGにした『ゴースト・バスターズ』(1986年、未訳)や、ハル・フォスターのファンタジー漫画、『プリンス・ヴァリアント』をゲーム化した『プリンス・ヴァリアント ザ・ストーリーテリング・ゲーム』(1989年、未訳)を発表した。1990年には『クトゥルフの呼び声』のプレイヤーたちがラブクラフトなどの原作に馴染みがなかったことから、同作におけるフィクションライン製作をプロデュースするようになった。

### ケイオシアム退社
だが、ケイオシアムは1998年に『クトゥルフの呼び声』関連のトレーディングカードゲーム、『Mythos』の展開に失敗したことにより、深刻な経営不振に陥った。スタフォードは社長の座を退き、『クトゥルフの呼び声』デザイナー、サンディ・ピーターセンとともに退社した。その後、ケイオシアムは事実上いくつかのスピンオフ会社へと分割された。
1999年、スタフォードはスピンオフ会社の1つ、イサリーズ社を設立した。“イサリーズ”（Issaries）はグローランサにおける交易神の名である。同社の元でPCゲーム『キング・オブ・ドラゴン・パス』(日本版未発売)が発売されると、2000年にはロビン・ロウズがデザインした新しいシステムにグローランサを搭載した『ヒーロークエスト 英雄戦争』が発売された。同作は当初、『ヒーロークエスト』の名で発売される予定だったが、同名の別のゲームがあったため、第一版のみこの名となった。だが、従来のTRPGの流通経路にはないペーパーバックでの販売という形式を取ったヒーロークエストは期待とは裏腹に売れ行きは芳しくなかった。2003年に本家ヒーロークエストの商標が失効すると、従来の形式に戻した第二版『ヒーロー・クエスト』が発売された。2003年、スタフォードは1998年にケイオシアムを買収した玩具メーカー・ハズブロ社がルーンクエストの商標を失効した際、これを所得した。2004年にメキシコに移住し、同社での出版を終了した。
その後、2006年に新たにマングース・パブリッシングとライセンス契約が結ばれたルーンクエストは新しいシステム（システムを含めた本文の著作権はケイオシアムが保持していた）として第四版（マングース版）がオープンゲームライセンスとして発表され、2010年に改訂版の『ルーンクエストII』が登場した。その間、2005年にはホワイトウルフ社と『ペンドラゴン』のライセンス契約を結び、同社から『Great Pendragon Campaign』(2006年、未訳)が発表された。『ペンドラゴン』はその後、Nocturnal Media社がライセンスを継承している。2011年にマングースはイサリーズと業務提携を行っている。

### ケイオシアム復帰と死去
その間にもケイオシアム何度かの経営危機を迎え、2012年にはKickstarterプロジェクトとして始まった『クトゥルフの呼び声』第七版製作が、プロジェクトの規模が大きくなり過ぎ、特に海外への対応が滞るなど不手際が続いていた。そのため、2015年に同社の株式をまだ保有していたスタフォードとピーターセンが復帰し、スタフォードは代表取締役社長、ピーターセンがチーフデザイナーに就任して経営の立て直しが図られることになった。その年にケイオシアムの著作権の一部を所有していたムーンデザイン社を系列会社にして、同社のスタッフを経営陣に加えた。これにより、ルーンクエスト、ヒーロークエストなどグローランサに関わる全ての商標、著作権が再びケイオシアムに集結した。
ほどなくして、ルーンクエスト第二版を基にした『ルーンクエストクラシック』の製作が発表され、Kickstarterでの出資活動が展開された。ルーンクエストクラシックは2018年5月にPDF版がリリースされ、その後製本版が出版された。だが、これがスタフォードの最後の活動となった。
2018年10月11日、カルフォルニア州アーケータの自宅に設置したスウェット・ロッジ内で死去した。享年70歳。

### シャーマニズム
スタフォードはシャーマニズムの実践者としても知られ、機関誌『シャーマンズ・ドラム・ジャーナル』の取締役会メンバーでもあった。

### 栄誉とレセプション
TRPGでも屈指の重厚な世界観や、世界に先駆けて汎用システムを考案するなどスタフォードの独創性に対する評価はとても高い。『7th Sea』のデザイナー、ジョン・ウィックは「年を重ねるに連れ、多くの若いデザイナーたちがこれは今まで誰もやったことがないことだと言うのも何度も耳にしている。その都度、私はそんなことはグレッグ・スタフォードが何十年も前にやったことだと指摘しているのだ」と評している。
フライング・バッファロー社が2011年に製作した「著名なゲームデザイナー」トランプで、スタフォードはハートのキングに選ばれた。